# 제리 아포다카
레이먼드 S. 아포다카(Raymond S. Apodaca, 1934년 10월 3일~2023년 4월 26일) 또는 제리 아포다카는 미국의 정치가이다. 민주당에 소속.
1934년 라스크루시스로 출생. 1965년, 뉴멕시코주 상원의원으로 선출된다. 1966년부터 1974년까지 맡았다. 1975년부터 1979년까지 뉴멕시코주지사였다.

## 학력
- 뉴멕시코 대학교 졸업

## 역대 선거 결과
| 선거명      | 직책명          | 대수 | 정당   | 득표율 | 득표수    | 결과 | 당락                 |
| ----------- | --------------- | ---- | ------ | ------ | --------- | ---- | -------------------- |
| 1974년 선거 | 뉴멕시코 주지사 | 24대 | 민주당 | 49.94% | 164,172표 | 1위  | 뉴멕시코 주지사 당선 |